# اضطهاد

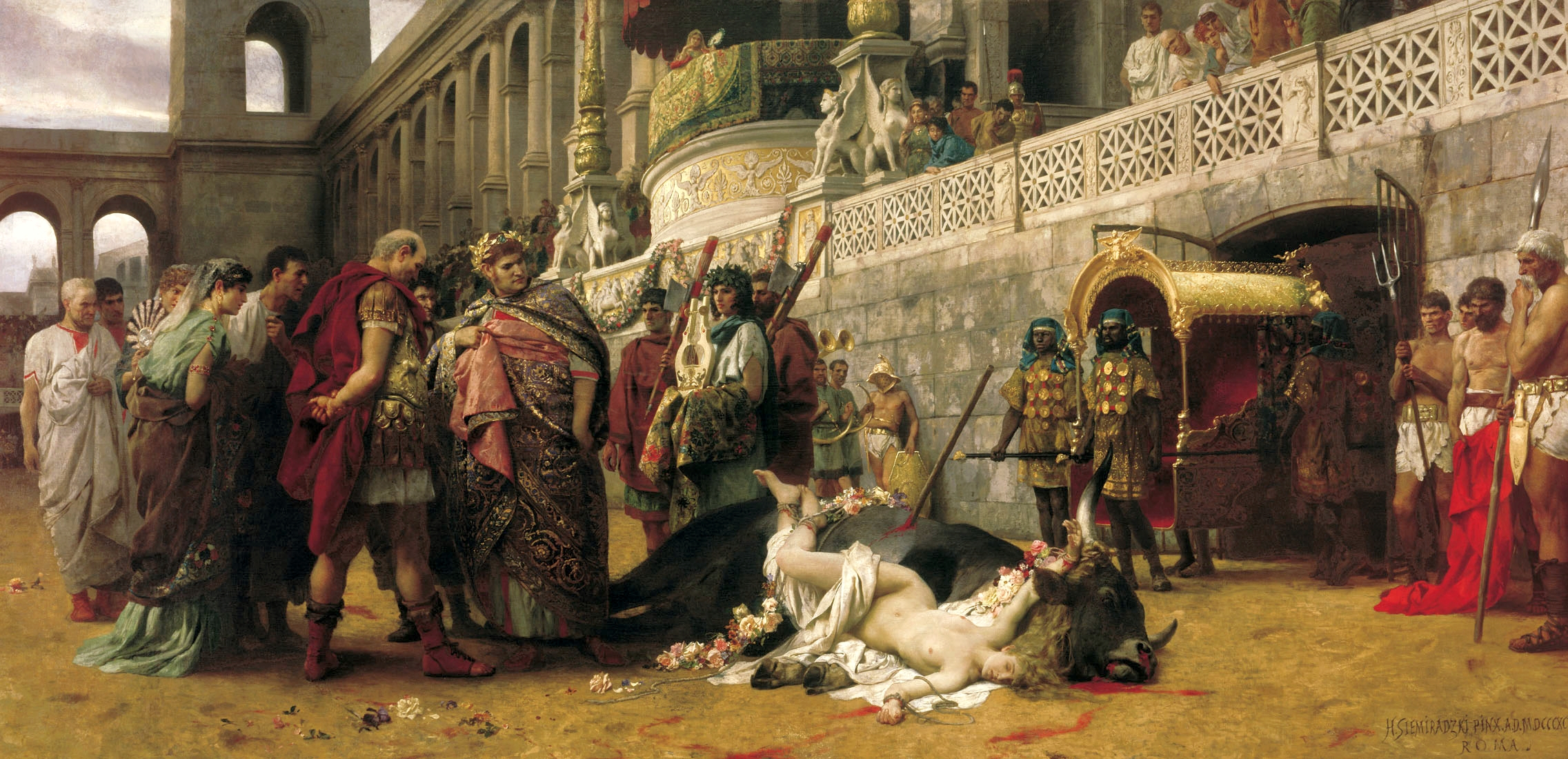

الاضطهاد (بالإنجليزيّة: Persecution) هو إساءة المعاملة النظاميّة لفرد أو مجموعة من قِبل فرد أو مجموعة أخرى. أشهر أشكال الاضطهاد هي الاضطهاد الدينيّ والعنصريّ والسياسيّ بالرغم من أن تلك الأشكال من الاضطهاد قد تتداخل أحيانًا. تشمل وسائل ممارسة الاضطهاد كل من التحرُّش والحبس والاعتقال والتعذيب والتخويف كمحاولة لفرض المعاناة على الأفراد، لكن ليس شرطًا أن تكون كل معاناة نوعًا من الاضطهاد. يجب أن تكون معاناة الضحية شديدة، لكن الحد الفاصل لتحديد شدة المعاناة يظل محل جدل.

## القانون الدوليّ
تُعتبر الجرائم ضد الإنسانيّة جزءً من القانون الدوليّ طبقًا لمبادئ نوريمبرغ. ينصُّ المبدأ السادس من مبادئ نوريمبرغ على:
ج. الجرائم ضد الإنسانيّة: 
القتل والاستعباد والإبادة والتهجير وغيرها من الأفعال اللاإنسانيّة ضد أي شعب، أو الاضهاد على أساس سياسيّ أو عنصريّ أو دينيّ، عندما تُمارس تلك الأفعال أثناء تنفيذ أي جرائم حرب أو جرائم ضد السِّلم أو في ما يتصِّلُ بذلك.»
كتب تيلفورد تايلور، الذي كان مستشار الادِّعاء في محاكمات نوريمبرغ: «في محاكمات جرائم الحرب بنوريمبرغ، تصدت المحكمة لجهود الادِّعاء لوضع تلك الفظائع تحت مظلة القانون الدوليّ كنوع من الجرائم ضد الإنسانيّة». ضمَّنت العديد من المعاهدات الدوليّة هذا المبدأ، لكن البعض الآخر أسقطوا تقييد «أو في ما يتصِّلُ بذلك» الموجود في مبدأ نوريمبرغ.
يُعرِّف نظام روما الأساسي للمحكمة الجنائيّة الدوليّة، المرتبط بـ111 ولاية، الجرائم ضد الإنسانيّة في المادة 7.1. تُجرِّم المادة أفعالًا محددة «تُرتكب كجزء من الهجمات النظاميّة الموجهة ضد المدنيّين، بمعرفة عن الهجوم». وتشمل:

## الاضطهاد الدينيّ
الاضطهاد الدينيّ هو إساءة معاملة فرد أو مجموعة بسبب انتمائهم الدينيّ. يفترض منظرو العلمانيّة (الذين يفترضون انحسار التديُّن في العموم) أن الاضطهاد الدينيّ بات من أمور الماضي. لكن هذا الافتراض أضحى محل جدل بسبب صعود الأصوليّة والإرهاب الدينيّ. بالفعل إن الاضطهاد الدينيّ في العديد من البلاد اليوم يُشكِّل مشكلة تمس حقوق الإنسان.

### الملحدون
واجه الملحدون الاضطهاد على مر التاريخ. ويشير الاضطهاد هنا إلى الاعتقال دون سبب أو الحبس أو الضرب أو التعذيب أو الإعدام. كما يشير إلى مصادرة أو تدمير الممتلكات.

### البهائيّون
ينتشر الاضطهاد الدينيّ ضد البهائيّين في عدد من البلاد، خاصة إيران التي تحتوي على أكبر طائفة بهائيّة في العالم. ظهر الإيمان البهائيّ في إيران ويُمثِّل أكبر أقليّة دينيّة في البلد.

### المسيحيّون
الاضطهاد الدينيّ ضد المسيحيّين هو الاضطهاد الذي يواجه المسيحيّين نتيجة الاعترف بإيمانهم سواء في التاريخ أو الحاضر. اضطُهد المسيحيّون الأوائل بسبب إيمانهم، على يد اليهود –الذين نشأ منهم الاعتقاد المسيحيّ- والإمبراطوريّة الرومانيّة التي حكمت المناطق التي انتشرت فيها المسيحيّة. صار الدين شرعيًّا بعد إصدار مرسوم ميلانو وفي الأخير نشأت الكنيسة بالإمبراطوريّة الرومانيّة.
كان المبشِّرون المسيحيّون بالإضافة للناس العاديين الذين تحوَّلوا للمسيحيّة محل اضطهاد لدرجة استشهاد بعضهم بسبب إيمانهم.
كما أن هناك تاريخًا لمعاناة الطوائف المسيحيّة الفرديّة على يد الطوائف المسيحيّة الأخرى بتهمة الزندقة، خاصة خلال الإصلاح البروتستانتيّ في القرن السادس عشر وخلال العصور الوسطى عندما كانت تُضطهد كل المجموعات المسيحيّة الزنديقة على يد البابا.
في القرن العشرين، اضطُهد المسيحيّون على يد مجموعات عديدة، مثل الدول الملحدة كالاتحاد السوفيتي وكوريا الشماليّة. وخلال الحرب العالميّة الثانية، اضطُهد عدد من أعضاء الكنائس المسيحيّة في ألمانيا بسبب معارضتهم للأيديولوجيا النازيّة.
وفي الأزمنة الحديثة، تُقدِّر هيئة التبشير بالمسيحيّة «الأبواب المفتوحة» في المملكة المتحدة نحو 100 مليون مسيحيّ يتعرَّضون للاضطهاد، خاصة في الدول الإسلاميّة مثل باكستان والمملكة العربية السعودية. وطبقًا للجمعيّة الدوليّة لحقوق الإنسان، ما يصل إلى 80% من كل أفعال الاضطهاد موجهة لذوي الإيمان المسيحيّ.

### فالون غونغ
قدم الفالون غونغ إلى المجال العام قائدها الروحيّ لي هونغزهي في تشاتغتشون في الصين عام 1992. وفي السنوات التالية كانت الفالون غونغ أسرع طائفة لممارسة «تشي كونغ» في تاريخ الصين وبحلول 1999 كان عددها يتراوح بين 70 إلى 100 مليون صينيّ ممارسين لها. وبعد سبع سنوات من الانتشار الواسع، في 20 يوليو 1999 بدأت حكومة جمهوريّة الصين الشعبيّة حملة اضطهاد واسعة ضد ممارسي الفالون غونغ باستثناء بعض المناطق ذات الإدارة الخاصة مثل هونغ كونغ وماكاو. في آخر 1999 صدرت تشريعات «الأديان الابتداعيّة» والتي طُبقت بأثر رجعيّ على الفالون غونغ. تقول منظمة العفو الدوليّة في هذا الصدد أن هذا الاضطهاد «بدوافع سياسيّة» وأن «التشريعات الصادرة جاءت على أساس تُهم سياسيّة لإدانة الناس بأثر رجعيّ، بالإضافة للمزيد من التشريعات التي تحدُّ من الحريات الأساسيّة».

### اليهود
يُعتبر اضطهاد اليهود ظاهرة متكررة في التاريخ. حدثت تلك الظاهرة في العديد من المناسبات في مناطق جغرافيّة مختلفة. شملت أشكال الاضطهاد الواقعة عليهم البوغروم والنهب وسلب الممتلكات الخاصة اليهوديّة (مثل ليلة البلور) والاعتقال غير المبرر والحبس والتعذيب والقتل وحتى الإعدام الجماعي (قُتل نحو 6 ملايين يهوديّ في الحرب العالميّة الثانية وحدها فقط لكونهم يهوديّين).

### المسلمون
عانى المسلمون من الاضطهاد خلال التاريخ. ظهر اضطهاد المسلمين في أشكال عديدة منها الاعتقال غير المبرر والضرب والتعذيب والإعدام. كما عانوا أيضًا من سلب الممتلكات الخاصة أو بث الكراهيّة تجاههم.
قد يمتد الاضطهاد إلى هؤلاء الذين يعتبرون أنفسهم مسلمين كما قد يشمل أولئك الذين يعتبرهم البعض مسلمين، كما يشمل اضطهاد المسلمين الذين يعتبرهم غيرهم من المسلمين خارجين عن الإسلام. تعتبر الجماعة الإسلاميّة الأحمديّة نفسها من المسلمين، لكنهم غير مسلمين وزنادقة في نظر الكثير من المسلمين الآخرين. في 1984، قامت الحكومة الباكستانيّة تحت حكم اللواء محمد ضياء الحق بتمرير المرسوم 20 بتحريم النشاط التبشيريّ للأحمديّين كما حرَّم إشارة الأحمديّين إلى أنفسهم بالإسلام. وطبقًا لهذا المرسوم، أي أحمديّ يشير إلى نفسه أنه مسلم سواءً بالكتابة أو الحديث أو أي تمثيل ظاهر، بصورة مباشرة أو غير مباشرة، أو يُأذن للصلاة كما يفعل غيره من المسلمين، سيكون عُرضة لعقوبة تصل إلى 3 سنوات. ونظرًا لتلك الصعوبات، هاجر ميرزا طاهر أحمد إلى لندن.

### السيخ
كان شغب السيخ عام 1984 وكذلك مذبحة السيخ في نفس العام سلسلة من البوغروم الموجه ضد السيخ في الهند، كاستجابة على اغتيال أنديرا غاندي في 31 أكتوبر 1984، على يد اثنين من الحرَّاس الشخصيّين لها من السيخ نتيجة سماحها بالعمليّة العسكريّة «بلو ستار». كان هناك ما يزيد على 8 آلاف حالة وفاة منهم 3 آلاف في دلهي. في يوليو 1984، خلال عمليّة بلو ستار، أمرت أنديرا غاندي الجيش الهنديّ بالهجوم على المعبد الذهبيّ والقضاء على المتمردين، بسبب احتلال السيخ الانفصاليّين له وتخزين الأسلحة فيه. ثم توالت العمليات شبه العسكريّة بعد ذلك لتطهير ريف بنجاب من الانفصاليّين.
أبلغت الحكومة الهنديّة عن 2700 حالة وفاة في تلك الفوضى. وبعد أحداث الشغب أشارت الحكومة الهنديّة إلى 20 ألف غادروا المدينة، وأشار اتحاد الحريات المدنيّة إلى 1000 حالة تهجير على الأقل. كانت أكثر المناطق تضررًا التي يسكن بها السيخ في دلهي. أشار المكتب المركزيّ للتحقيقات أن أحداث العنف كانت مُنظَّمة بدعم من ضباط الشرطة في دلهي الذين تولوا بعد ذلك وكذلك ابن أنديرا غاندي الذي تولى رئاسة الوزراء بعدها راجيف غاندي. حلف راجيف غاندي اليمين كرئيس للوزراء بعد فاة أمه وعندما سئل عن أحداث الشغب قال: «عندما تقع شجرة كبيرة، تهتز الأرض» في محاولة لتبرير الصراع الطائفيّ.

### الهندوس
عانى الهندوس تاريخيًّا من الاضطهاد خلال فترة الحكم الإسلامي لشبه القارة الهنديّة وخلال حكم البرتغال لولاية غوا. في العصور الحديثة، عانى الهندوس الاضطهاد في باكستان وبنغلاديش. وحديثًا عانى آلاف الهندوس من السِند في باكستان وهاجروا بعد ذلك إلى الهند خوفًا على أمانهم. وبعد تقسيم الهند في 1947، كان هناك 8.8 مليون هندوسيّ في باكستان في 1951، حيث شكَّل الهندوس في باكستان نحو 22% من السكان الباكستانيّين (بما يشمل بنغلاديش الحالية التي كانت جزءً من باكستان). تُشكِّل الأقليّة الهندوسيّة في باكستان حاليًا نحو 1.7% من السكان الباكستانيّين.